# Mostaza de Dijon

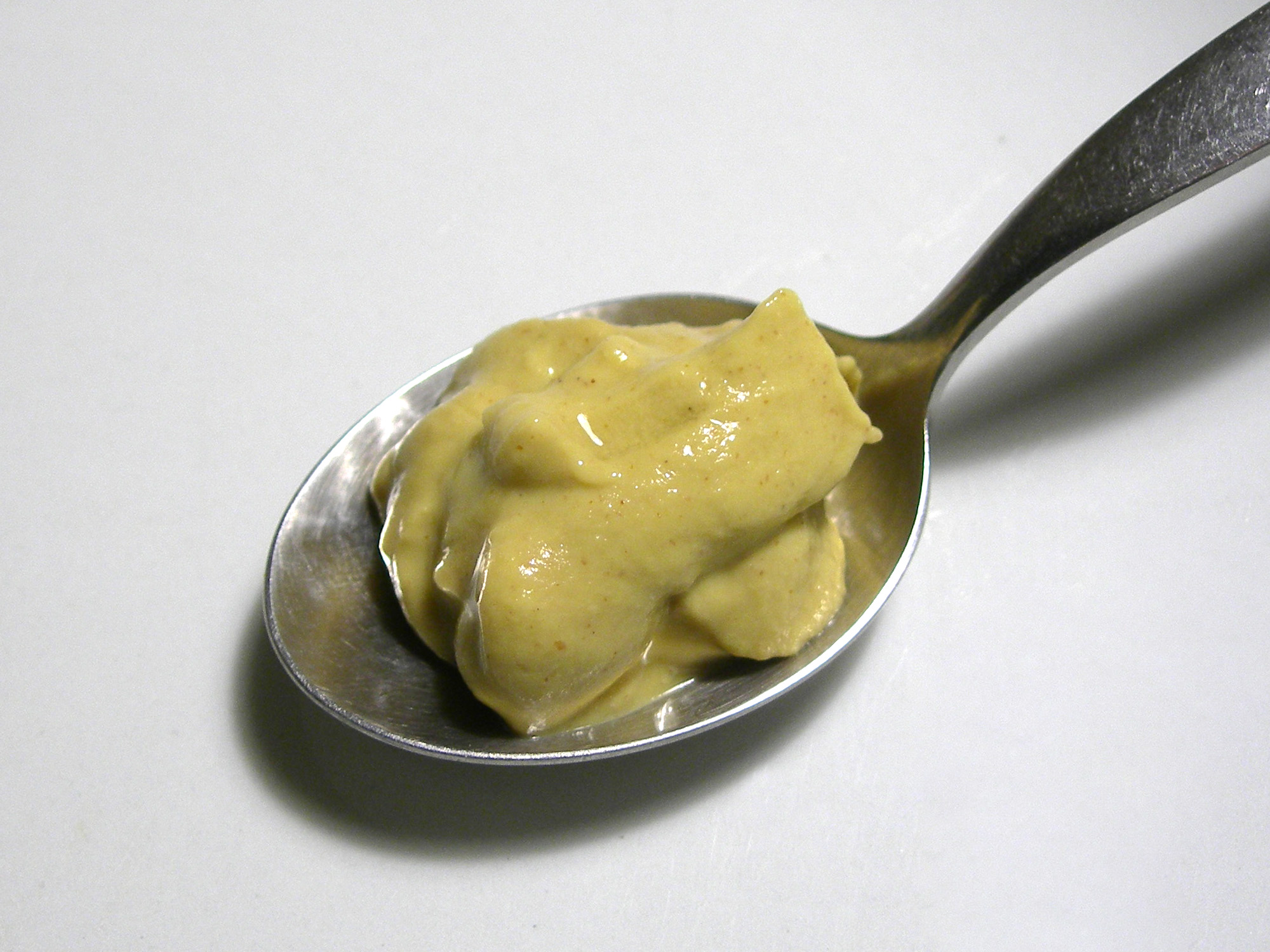
Mostaza de Dijon

La mostaza de Dijon es una mostaza francesa. Se denomina así por haberse producido históricamente en la región de Borgoña cuya capital es Dijon.

## Características
Se trata de una mostaza de sabor fuerte de la que existen muchas variedades. Es preparada a partir de granos de mostaza negra (Brassica nigra), vinagre, sal y ácido cítrico, además de agua.
Acompaña fácilmente todo tipo de carnes y suele formar parte de la salsa mayonesa en Francia. Se suele emplear como aderezo del roast beef.
La mostaza de Dijon no es una "appellation d'origine contrôlée" (AOC) y buena parte de los granos de mostaza provienen de Canadá o de los países del este.